# Château de Bayeux
Le château de Bayeux est un ancien château fort des ducs de Normandie, bâti au Xe siècle et rasé à l'époque classique (XVIIIe siècle), qui se dressait à Bayeux en Normandie.

## Localisation
Le château était situé dans l'angle sud-ouest de la cité médiévale, à peu près au centre de l'actuelle place Charles-de-Gaulle à Bayeux, dans le département français du Calvados.
La place est aménagée en espace public au début du XIXe siècle et s'achève avec la plantation de 100 tilleuls en 1840. Une fontaine installée au centre de la place Charles-de-Gaulle est érigée en 1888. Elle est surmontée d'une statue représentant Poppa, fille du comte Béranger de Bayeux et « frilla » (épouse More danico) de Rollon, premier duc de Normandie.

## Historique
Le château de Bayeux construit sous Richard Ier de Normandie au Xe siècle, sera démantelé à partir de 1773 sur ordre de Louis XVI. Lors de sa démolition, de nombreux vestiges gallo-romains furent retrouvés dans ses fondations.
À la fin du XIe siècle, Henri Ier Beauclerc, alors simple comte de Coutances, y sera enfermé brièvement sous la garde de son oncle, l'évêque Odon, par son frère Robert Courteheuse, duc de Normandie,.
En 1439 une bourrasque de vents emporte les guérites en bois du château.

## Description
Le château était implanté dans l'angle sud-ouest de l'enceinte fortifiée de la ville sur l'emplacement d'un important bâtiment d'époque romaine, vraisemblablement militaire. Délimité par des fossés à l'ouest et au sud, de nombreuses tours défendaient la forteresse dont la tour Renaulde, à l'angle sud-ouest.
Il disposait de deux portes : la porte d'entrée principale avec pont-levis à l'est donnant sur la ville et une porte fortifiée à l'ouest.
L'espace ceint de murailles abritait l'hôtel du châtelain, une chapelle Saint-Ouen et le logement de la garnison contre le mur ouest. Au nord, se trouvaient les étables et écuries. Près de l'entrée, se trouvait à l'est un grand manoir et à l'écart la cuisine.
Le « donjon » est représenté sur la tapisserie de Bayeux, scène 22 (« Ici, Guillaume arrive (ou arriva) à Bayeux »). Il est figuré comme une grosse tour en pierre érigé au sommet d'une motte.

## Vie domestique
Au XVe siècle, une boucherie, dont les murs étaient probablement en pans de bois car elle est entourée de palissades pour empêcher les chiens de creuser sa fragile paroi, est attestée au château.